# Batocera rufomaculata
Batocera rufomaculata  (лат.) — вид жуков рода Batocera из семейства Усачи. Впервые описан Де Гером в 1775 году. 

## Описание
Тело серовато-желтое. Голова черная с серовато-желтым опушением. Усики состоят из 11 члеников. Щиток крупный, U-образный покрыт ярко-желтовато-белыми волосками.

## Распространение
Известен в Израиле, Иордании, Ливане, Сирии, Лаосе, Маврикии, Китае, Индии, Непале, Малайзии, Мадагаскаре, Турции, Реюньоне, Пакистане,  Мьянме, Шри-Ланке, Таиланде, Индонезии, Соломоновых Островах, Барбадосе, Пуэрто-Рико и на Виргинских островах.

## Экология
Сельскохозяйстевенный вредитель; питается смоковицей, папайей, манго и шореей и 50-ю другими растениями. Основной вред наносит личинка. Откладка яиц происходит на старых деревьях, обычно мертвых, а также в стволах и ветвях живых деревьев. Может быть заражен паразитическим наездником из семейства Encyrtidae — Avetianella batocerae. 

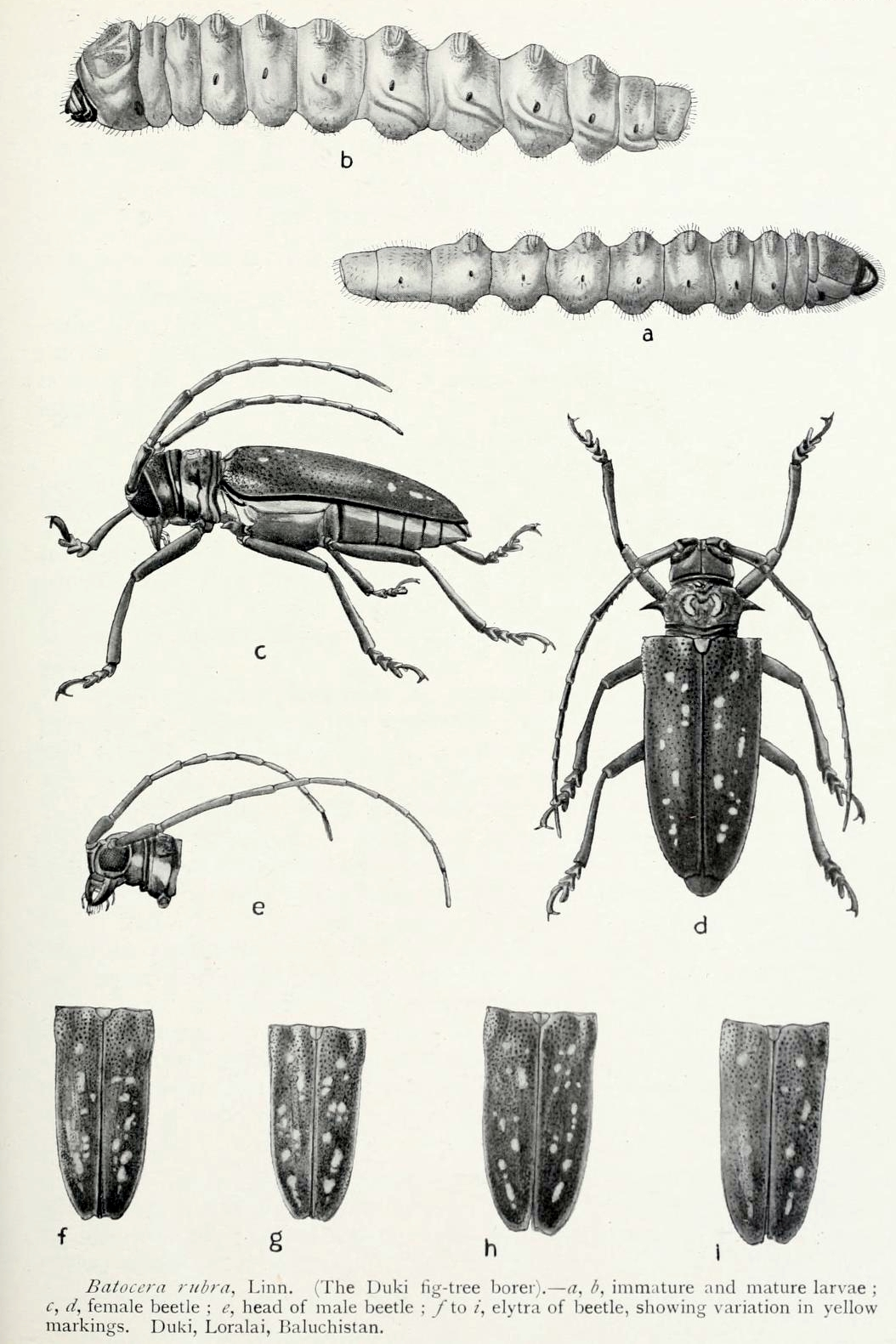
a, b - незрелая и зрелая личинки; c, d, взрослая самка; e, голова взрослого самца; от f до i - надкрылья разных особей, иллюстрирующие вариации желтых отметин.